# Tonnerre (1875)
Pour les autres navires du même nom, voir Tonnerre (navire).
Le Tonnerre est un cuirassé garde-côtes, navire de tête de la classe Tonnerre. Lancé en 1875, il est mis en service en 1879 et rayé des listes en 1905.

## Histoire
La construction du cuirassé Tonnerre commence à l'arsenal de Lorient en octobre 1873. Il est lancé en septembre 1875 puis armé en 1879. Destiné à défendre les côtes françaises, il sert de dépôt de torpilles dans les années 1890. Il est finalement rayé des listes en 1905. 